# František Tejml
František Tejml (28. listopadu 1933 Košice – 3. listopadu 2004 Strakonice) byl slovenský a český sklářský výtvarník a designér.

## Život
V letech 1948 až 1951 studoval na Střední uměleckoprůmyslové škole sklářské Kamenický Šenov a následně, mezi roky 1951 a 1957, na Vysoké škole uměleckoprůmyslové v Praze, kde ho vedl profesor Josef Kaplický.
Ve své tvorbě se Tejml zaměřoval na tvarované a malované sklo, například vázy či talíře, jejichž základ tvořil dekor s veselými figurkami (jako byli ptáci, ryby či hadi) a dále s rostlinnými motivy či geometrickými vzory. Vlastní dekor tvořil malbou, leptáním, diamantovou rytinou, emailem nebo plátkovým zlatem. Tvořil i barevné figurky ze skla, ale též prvky pro architektonické stavby, například malované nefigurativní vitráže technikou vysokého smaltu a zlata pro pražský hotel Olympik či mělnickou polikliniku, dále pro liberecké výstaviště vytvořil reliéfní stěnu a do zimního stadionu v Bratislavě zpracoval hutní skleněnou plastiku. Vedle toho se ve své tvorbě věnoval i designu textilu a typografii.